# Tanyproctus pumilus
Tanyproctus pumilus är en skalbaggsart som beskrevs av Rudolph Petrovitz 1973. Tanyproctus pumilus ingår i släktet Tanyproctus och familjen Melolonthidae. Inga underarter finns listade i Catalogue of Life.